# レイトン (ユタ州)
レイトン（Layton）は、アメリカ合衆国ユタ州のデービス郡にある都市。人口は8万1773人（2020年）。ソルトレイクシティの北40キロメートルに位置している。

## 地理
西にグレートソルト湖、東にワサッチ山脈を望む。北にはヒル空軍基地がある。

## 交通
レイトン駅にはユタ交通公社の通勤列車「フロントランナー」が停車する。

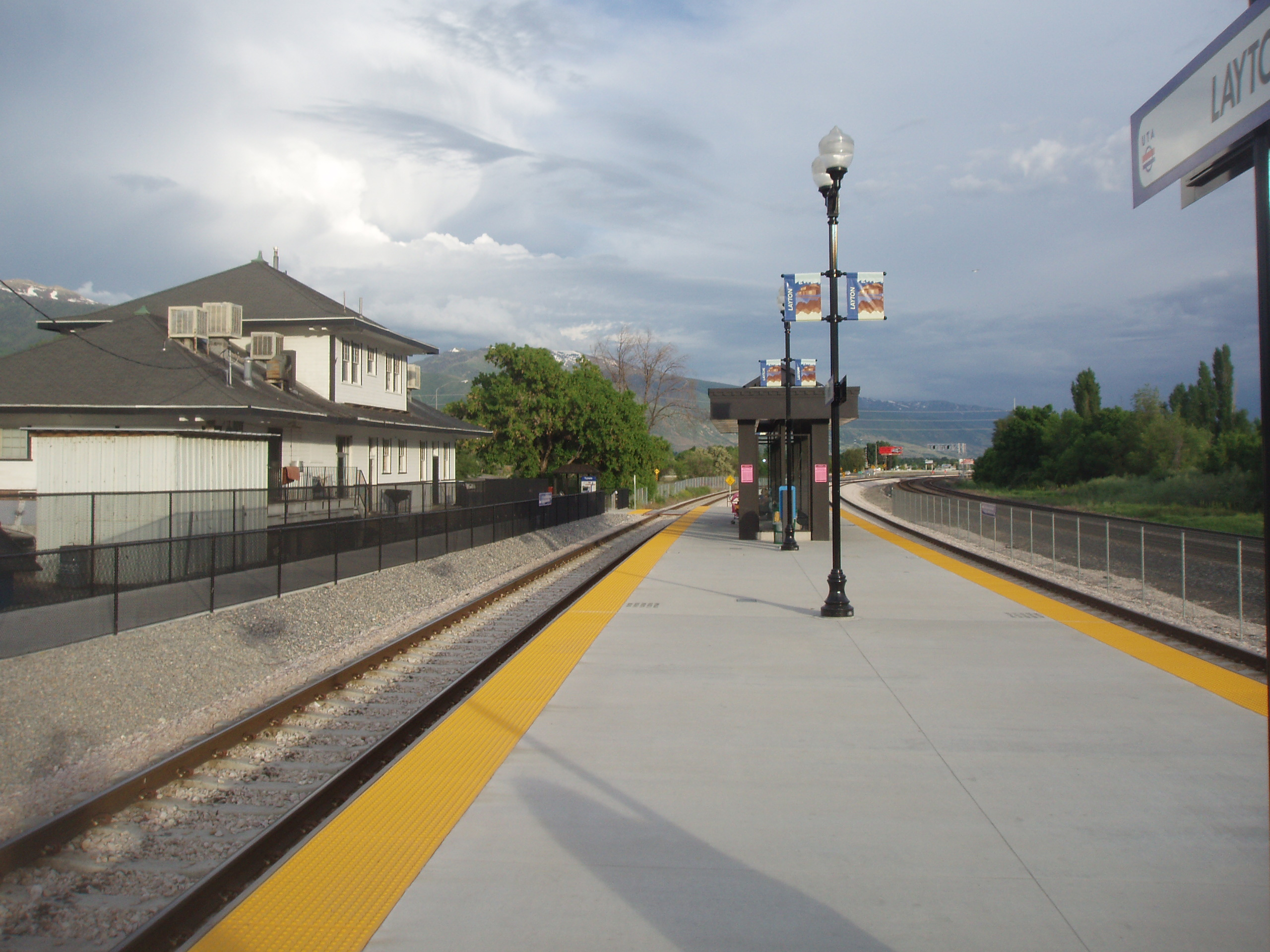
レイトン駅